# Skunk Works

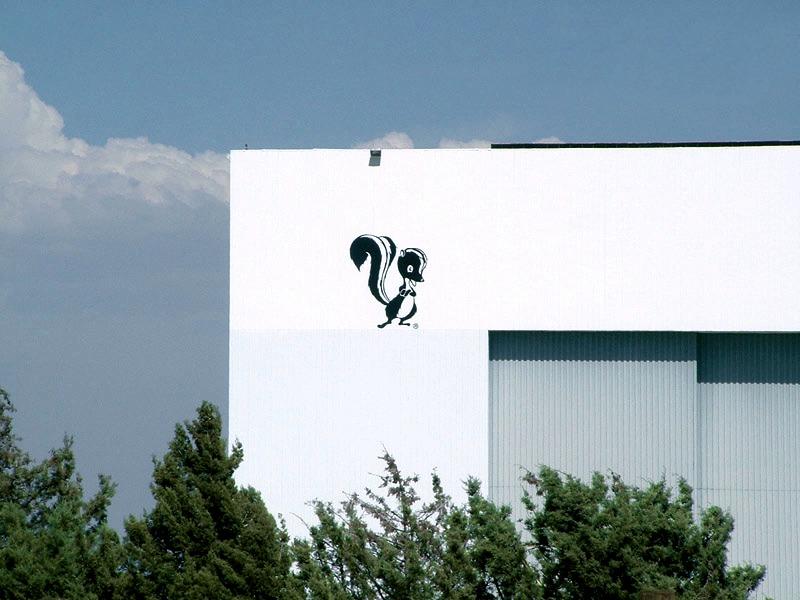
Логотип Skunk Works

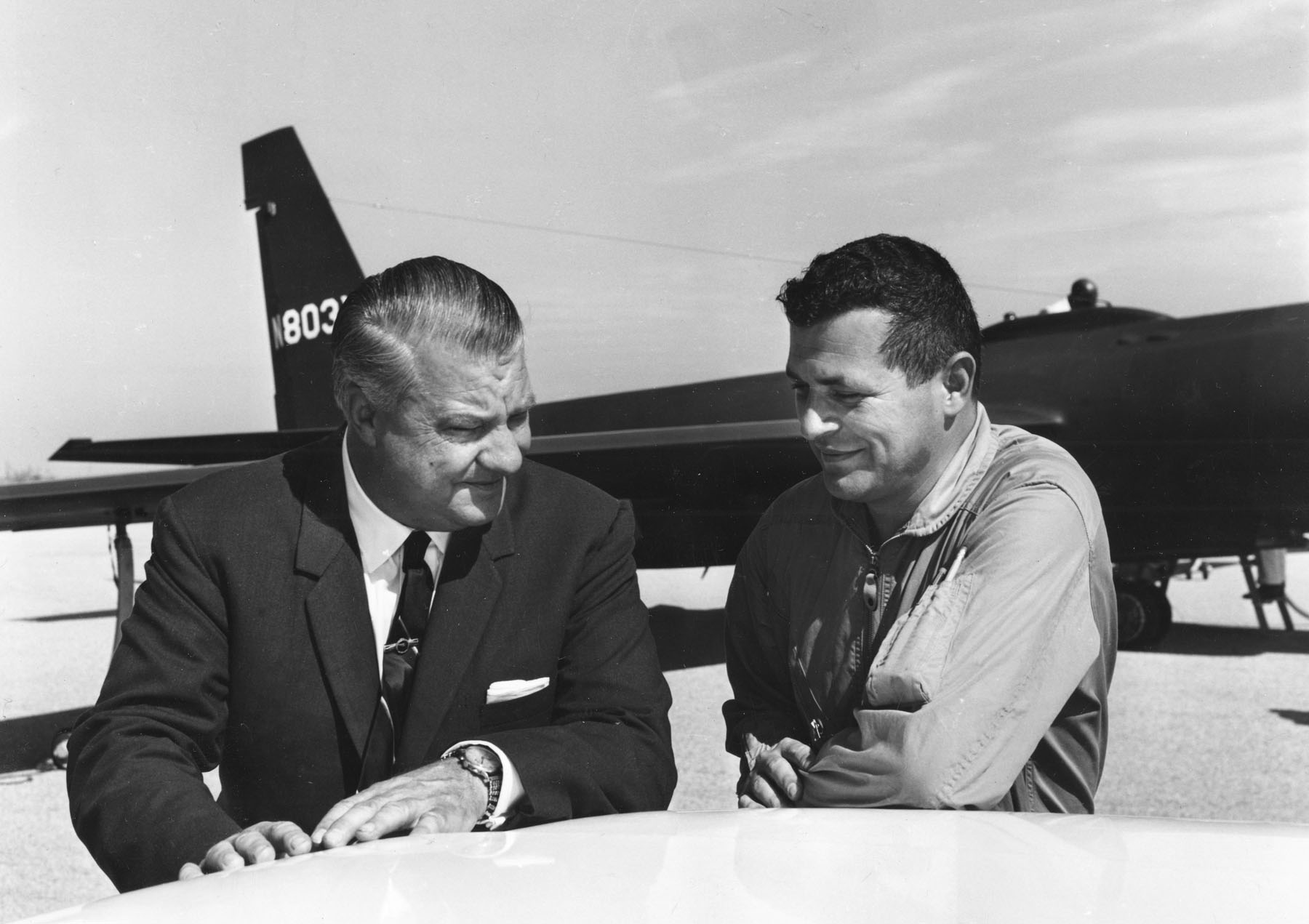
Кларенс Джонсон та Гері Паверс (праворуч) на фоні літака Lockheed U-2

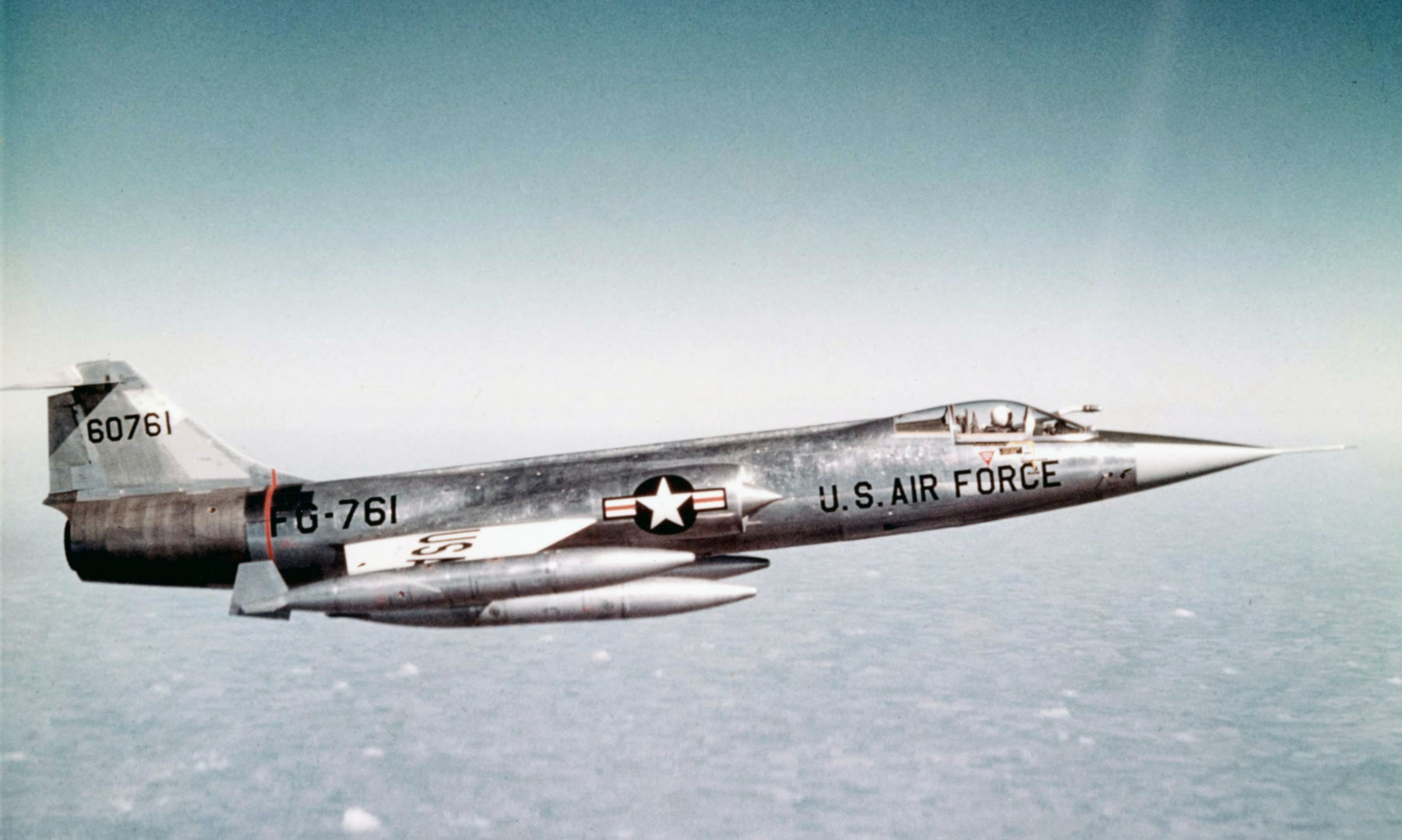
Lockheed F-104 Starfighter

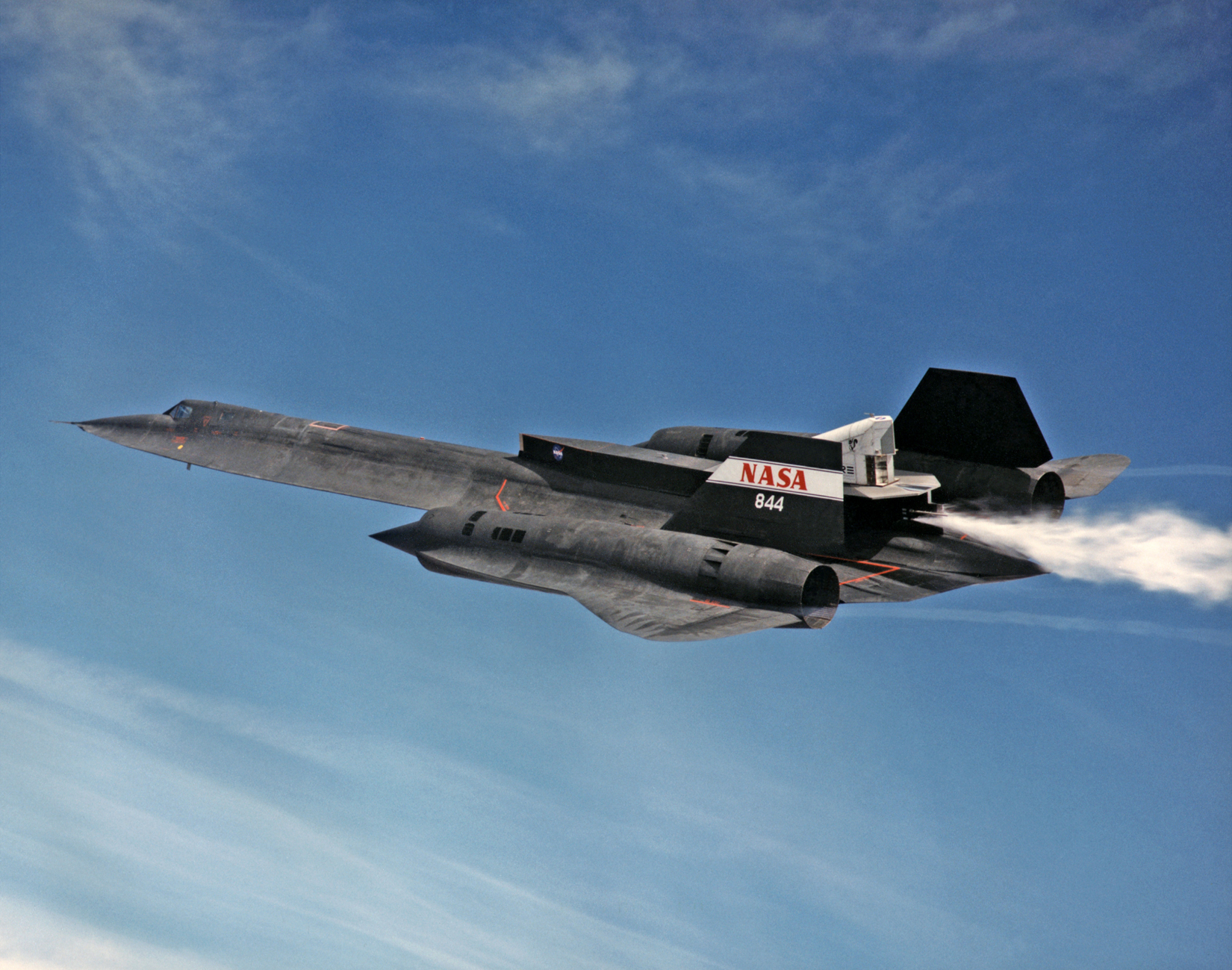
Lockheed SR-71 Blackbird

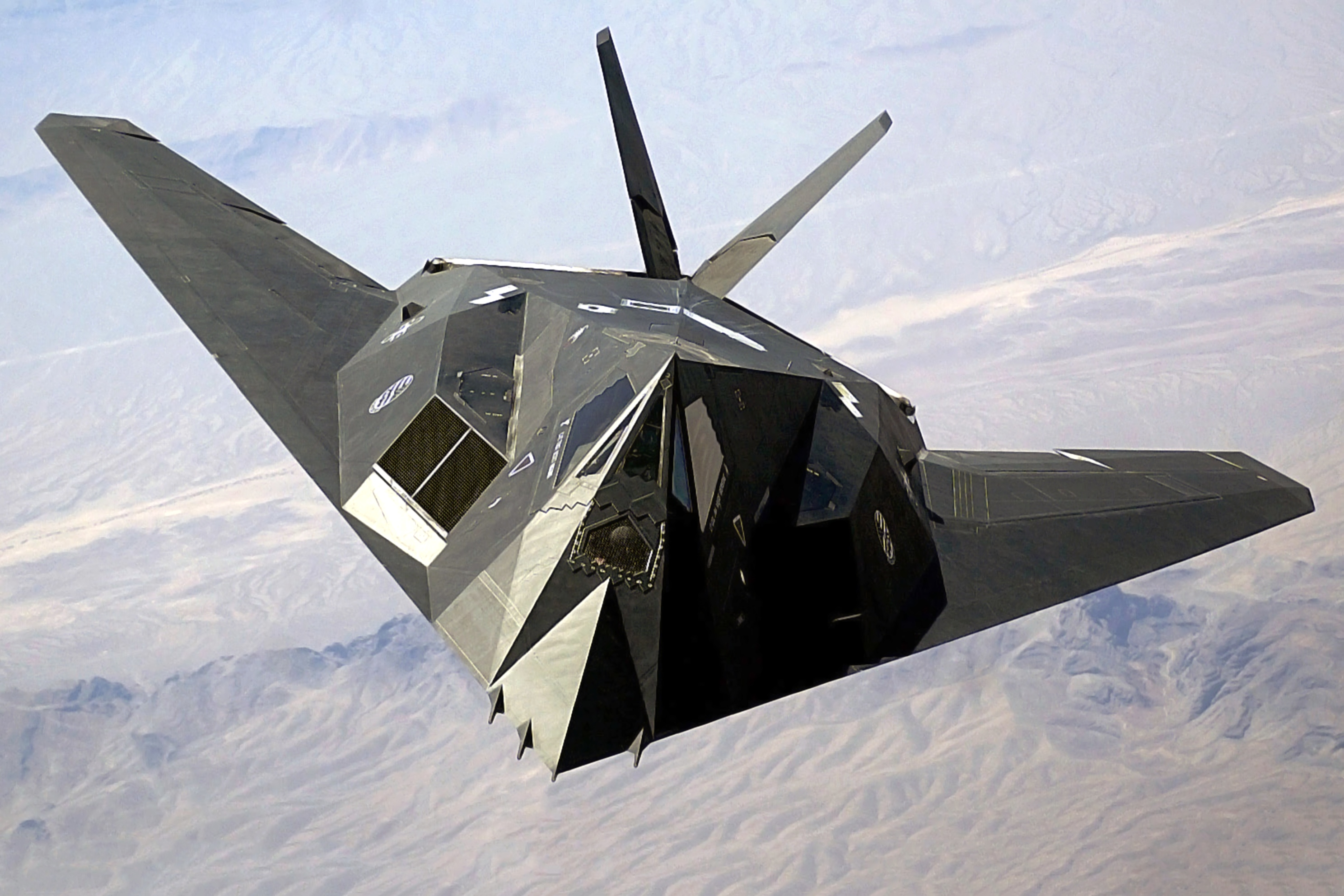
Lockheed F-117 Nighthawk

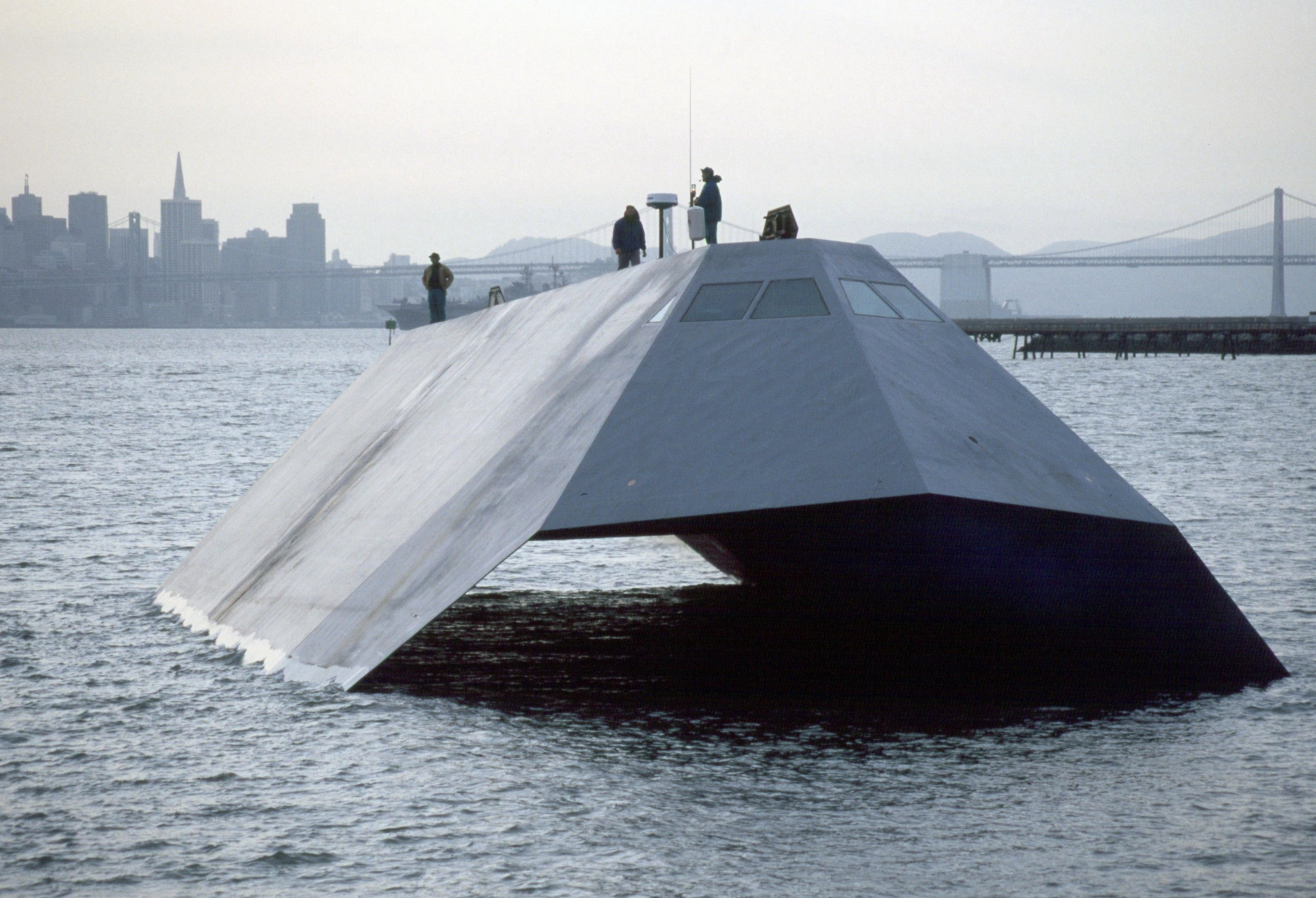
Sea Shadow

Skunk Works — секретний підрозділ з перспективних розробок компанії «Lockheed». Формально підрозділ іменувався «Lockheed's Advanced Development Project division». Організований в 1943 році спеціально під програму розробки реактивного винищувача XP-80.
На чолі підрозділу стояв видатний організатор і конструктор Кларенс «Келлі» Джонсон.

## Походження назви
Свою назву підрозділ отримав після курйозного випадку. На початку 60-х конструктори фірми Локгід захоплювалися коміксом, що друкувався на останній сторінці щотижневої газети про самогонника і секретний самогон, який варився в лісових хащах в тому числі і з скунсів. Захоплення було настільки сильним, що працівників стали позаочі називати «скунсами», а вираз «skunk works» дійшов до уряду, коли представник міністерства був збентежений відповіддю, що на зв'язку «skunk works» (слово «skunk» по відношенню до людини перекладається як «падлюка»).

## Розробки

### Літаки
- Lockheed P-38 Lightning
- Lockheed F-80 Shooting Star
- Lockheed XF-90
- Lockheed F-104 Starfighter
- Lockheed U-2
- Schweizer X-26 Frigate
- Lockheed YO-3
- Lockheed A-12
- Lockheed SR-71
- Lockheed D-21
- Lockheed Have Blue
- Lockheed F-117 Nighthawk
- Lockheed/Boeing F-22 Raptor
- Lockheed Martin X-35, Lockheed Martin F-35 Lightning II
- Lockheed CL-1200
- Lockheed Martin Polecat
- SAI Quiet Supersonic Transport
- Lockheed Martin Cormorant
- Lockheed Martin Desert Hawk
- RQ-170 Sentinel
- Lockheed Martin X-55

### Кораблі
- Sea Shadow

### Термоядерний синтез
У жовтні 2014 року з'явились повідомлення, що група фахівців «Skunk Works» досягли технологічного прориву в розробках джерел енергії на основі керованого термоядерного синтезу. Початкові результати роботи довели можливість створення 100-мегаватного реактора розмірами 7 на 10 футів (приблизно 2 на 3 метри), який можна помістити в кузов вантажівки. Це приблизно в 10 разів менше існуючих моделей термоядерних реакторів.